# Megalurulus whitneyi
Megalurulus whitneyi là một loài chim trong họ Locustellidae.